# Euriphene obsoleta
Euriphene obsoleta är en fjärilsart som beskrevs av Karl Grünberg 1908. Euriphene obsoleta ingår i släktet Euriphene och familjen praktfjärilar. Inga underarter finns listade i Catalogue of Life.